# Les Baux-Sainte-Croix
Les Baux-Sainte-Croix is een gemeente in het Franse departement Eure (regio Normandië). De plaats maakt deel uit van het arrondissement Évreux. 1 januari 2022 868 inwoners.

## Geografie
De oppervlakte van Les Baux-Sainte-Croix bedroeg op 1 januari 2022 17,03 vierkante kilometer; de bevolkingsdichtheid was toen 51 inwoners per km².

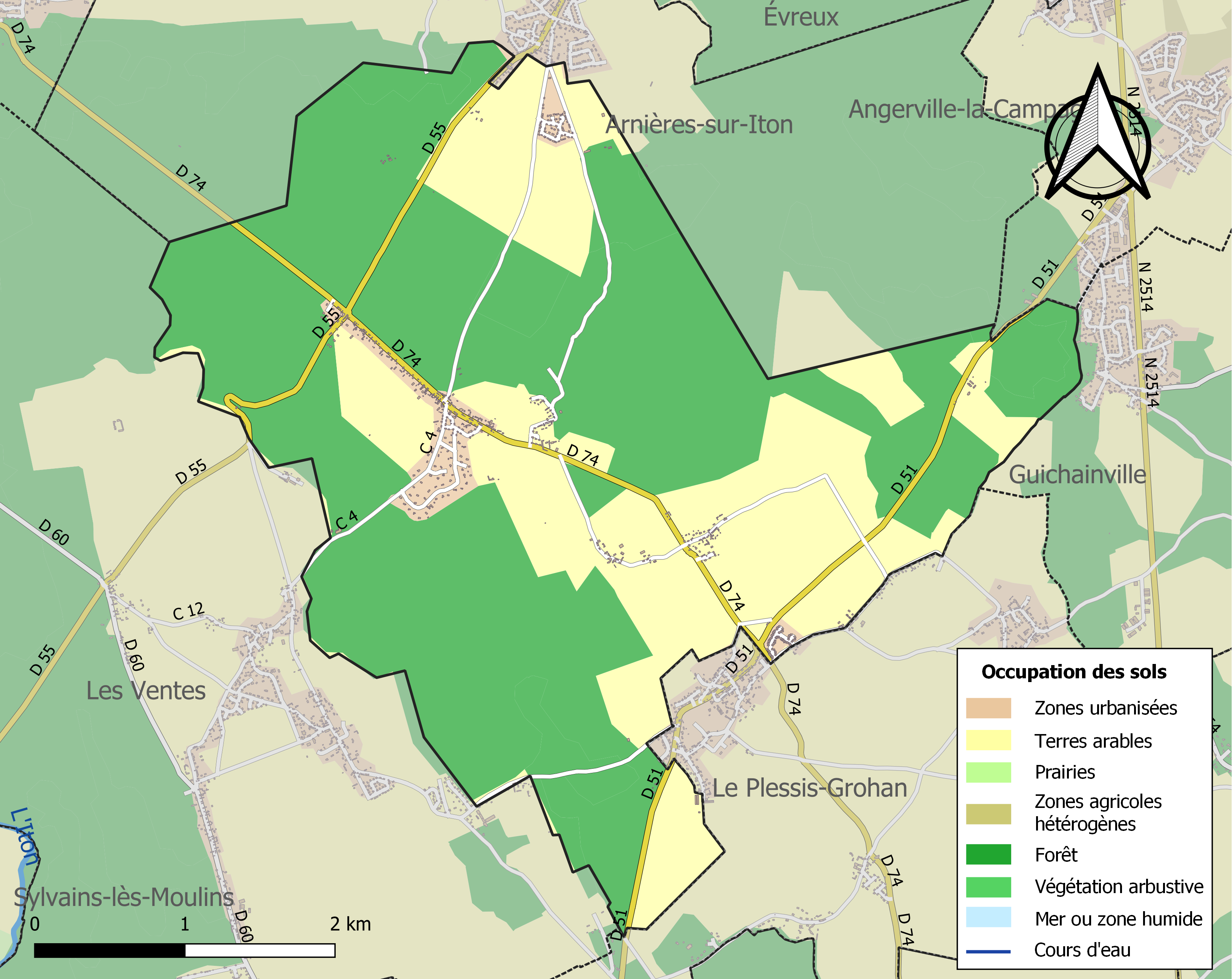
Kaart van de gemeente met belangrijkste infrastructuur, bodemgebruik en omliggende gemeenten

## Demografie
Onderstaande figuur toont het verloop van het inwonertal (bron: INSEE-tellingen).